# Lista över långa personer
Lista över personer över 210 cm.
272cm

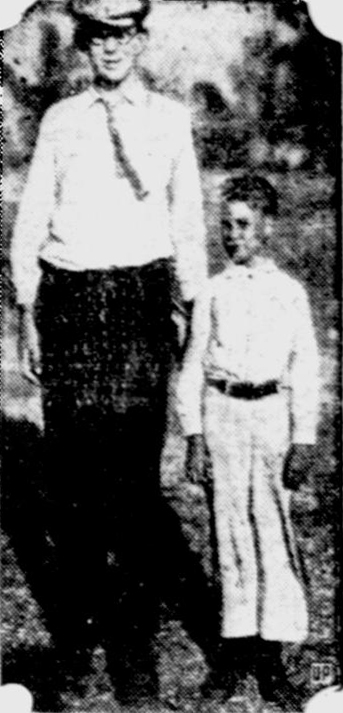
Robert Wadlow

- Robert Wadlow (1918–1940) – amerikan, längsta människan någonsin uppmätt

269 cm
- John Rogan (1868–1905) – näst längsta människan. Längsta afroamerikanen.

264 cm
- John F. Carroll (1932–1969) – amerikan

257 cm
- Leonid Stadnyk (1970 – 2014) – från Ukraina

255 cm
- Trijntje Keever (1616–1633) – från Nederländerna. Möjligtvis längsta kvinnan någonsin.

251 cm
- Edouard Beaupré (1881–1904) – från Kanada
- Sultan Kösen (född 1982) – från Turkiet. Sedan 2009 världens längsta man.

249 cm
- Max Palmer (1927—1984) — från USA. Skådespelare och fribrottare.

248 cm
- Zeng Jinlian (1964–1982) – från Kina, längsta kvinnan någonsin uppmätt

247 cm

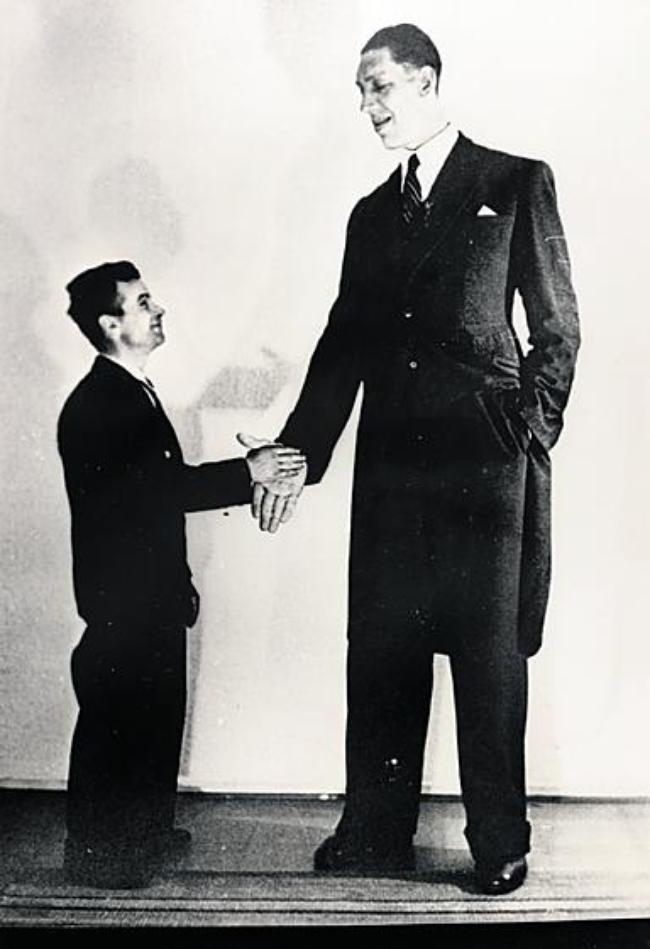
Väinö Myllyrinne

- Väinö Myllyrinne (1909–1963) – Finlands längsta man någonsin

243 cm
- Igor Vovkovinskiy (född 1982) – Amerikas längsta man (sedan 2010)

242 cm
Kyrkefalla jätten 239 cm
Emanuel Andersson 
1844 - 1902 

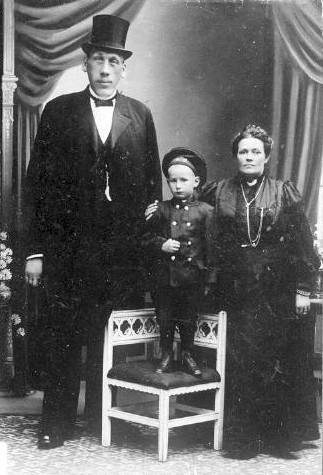
Gustaf Edman med sin fru Anna och sonen Gustaf

- Gustaf Edman (1882–1912) – Sveriges längsta man någonsin

236 cm
- Bao Xishun (född 1951) – från Inre Mongoliet, Kina. Världens längsta man 2005–2009 registrerad av Guinness rekordbok.

234 cm
- Paul Sturgess (född 1987) - brittisk basketspelare[1]
- Brenden Adams (född 1995) – Amerikas längsta tonåring

233 cm
- Yao Defen (1972-2012) - den längsta kvinnan i Kina

231 cm
- Sandy Allen (1955–2008) – amerikansk kvinna
- Manute Bol (1962–2010) – basketspelare i NBA
- Kenny George – amerikansk basketspelare[2]
- Gheorghe Mureșan – längsta NBA-spelaren någonsin

229 cm
- Matthew McGrory (1973–2005) – amerikansk skådespelare
- Yao Ming (född 1980) – kinesisk tidigare basketspelare[3]
- Jorge Gonzales ("Giant Gonzales") (1966–2010) – argentinsk basketspelare och fribrottare

224 cm
- Rik Smits (född 1966) – holländsk tidigare basketspelare[4]

223 cm
- André Roussimoff ("Jätten André") (1946–1993) – fribrottare och skådespelare

222 cm
- Peter John Ramos (född 1985) – amerikansk-puertoricansk basketspelare[5]

221 cm
- Peter Mayhew (1944–2019) – brittisk-amerikansk skådespelare. Bl.a. Chewbacca i Stjärnornas krig-filmerna.[6]
- Dalip Singh Rana ("The Great Khali") (född 1972) – indisk fribrottare och skådespelare

218 cm

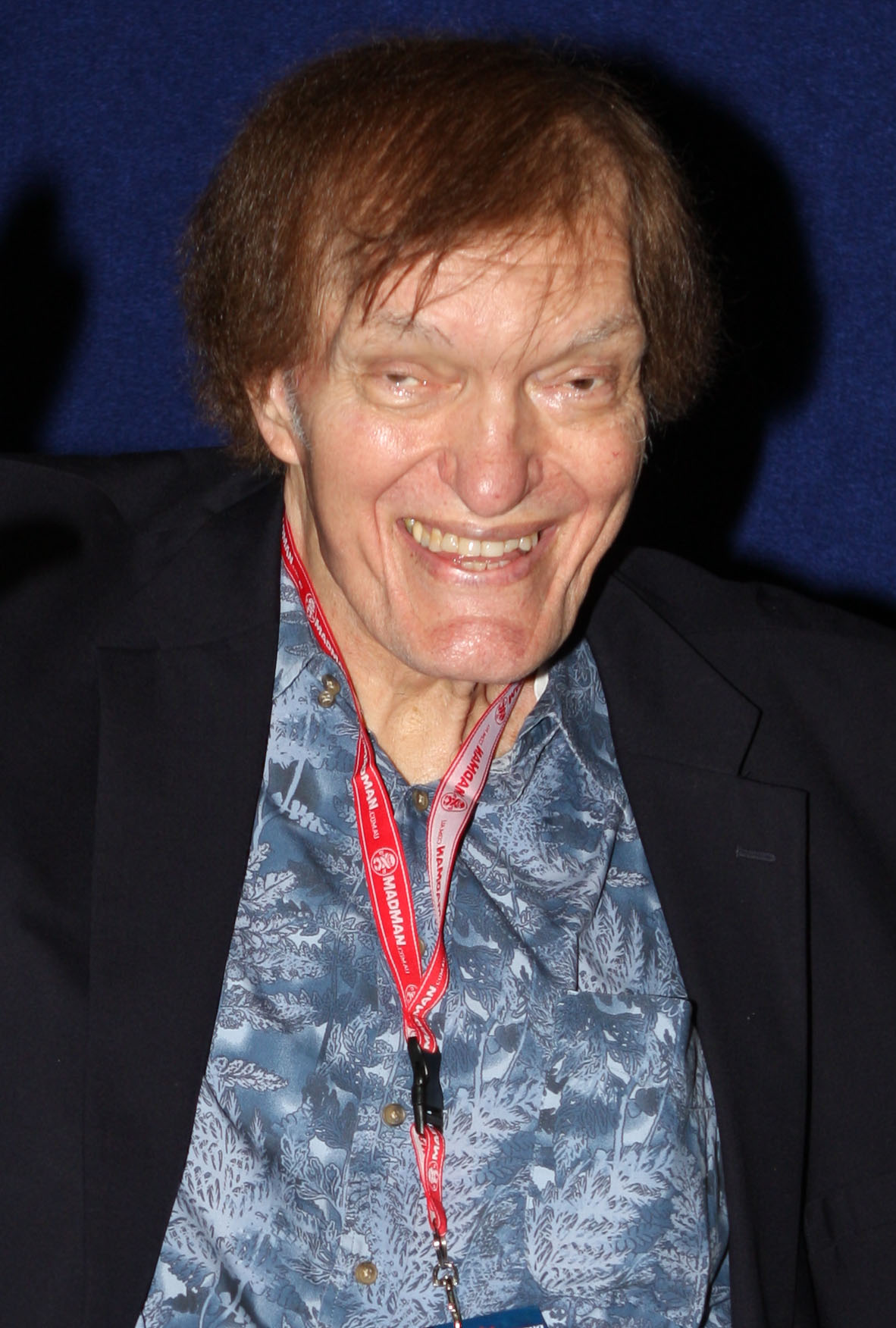
Richard Kiel 218 cm.

- Kristina Larsdotter ("Långa lappflickan"/"Stor-Stina"/"Stina Kajsa") (1819–1854) – samekvinna från Malå sameby i Lappland[7]
- Richard Kiel (1939–2014) – amerikansk skådespelare. Bl.a. Hajen i flera James Bond-filmer.
- Dmitrij Muserskij (född 1988) – rysk volleybollspelare[8]
- Petrus Nordin ("Årsundajätten") (1882–1927) - från Österfärnebo i Gästrikland[9]
- Per-Ola Karlsson (född 1970) – svensk tidigare basketspelare, utsedd till Sveriges längsta vid Guinness rekordturné 2007[10]
- Malgorzata Dydek – polsk basketspelare

216 cm
- Ian Whyte (född 1971) – brittisk skådespelare. Bl.a. i filmen Prometheus.[11]
- Carel Struycken (född 1948) - nederländsk skådespelare
- Nikolaj Valujev (född 1973) – rysk tidigare tungviktsboxare[12]
- Paul Wight ("Big Show") (född 1972) – amerikansk fribrottare
- Shaquille O'Neal ("Shaq") (född 1972) - amerikansk tidigare basketspelare och rappare

211 cm

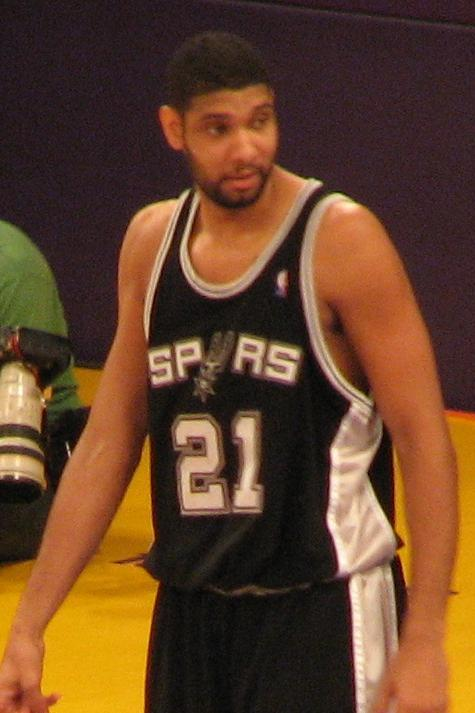
Tim Duncan 211 cm

- Jon Rauch (född 1978) – amerikansk baseball-spelare[13]
- Semmy Schilt (född 1973) – holländsk kickboxare (K1)
- Jimmy Werf (född 1987) – svensk präst[14]
- Joonas Suotamo (född 1986) – finsk skådespelare. Bl.a. Chewbacca i Stjärnornas krig-filmerna sedan 2015 då Peter Mayhew inte längre kunde gå. Sedan 2017 tog Joonas helt över rollen som Chewbacca.